# Ernst Pasqué
Ernst Pasqué   (Colònia, 3 de setembre de 1821 - Alsbach, 20 de març de 1892) fou un cantant d'òpera (baríton), alemany; director d'òpera, director de teatre, escriptor i llibretista.
Va fer els primers estudis en el Conservatori de París, i el 1844 debutà com a baríton a Magúncia, sent nomenat el 1872 director del teatre de l'Òpera bde Darmstadt.
A mes d'un gran nombre de novel·les, llibres d'òpera i altres obres, va escriure: Geschichte des Theaters zu Darmstadt, 1559 - 1710 (1852), Frankfürter Musik und Theattergeschichte (1872), Aus der Töne Welt (1878), Musikal Statistik des Hoftheaters zu Darmstadt, i Abt Vogler (1884).